# 宮沢ゆかり
宮沢 ゆかり（みやざわ ゆかり、1995年10月6日 - ）は、日本の元AV女優。
宮城県出身。クローネに所属していた。

## 略歴
2016年にデビューした小柄で華奢で貧乳のロリ系AV女優。デビューするまで胸はコンプレックスだったが、AV出演により貧乳が好きな男性も多数いる事を知り解消された。
2019年3月になり、自身のTwitterで、2018年10月に撮影を終えていたこと、2019年4月13日発売の作品が引退作であることが告げられた。

## 人物
趣味はアニメを見ること、ライブ・フェスに行くこと、カラオケ。
特技は水泳、テニス。
好きな食べ物は白米、豆腐、ミスタードーナツの担々麺 。
苦手な食べ物はえび、たこ、炭酸飲料 。パイナップル、キウイはアレルギー。
デビュー以降パイパンであるが、それまでは剛毛で、初期はブラジリアンワックス。その後は脱毛サロンで処理していた。
下腹部に傷跡があるが、引退作でのファンへのメッセージで婦人科系の病気の治療痕である事を明かしている。

## 出演作品

### アダルトDVD
| 2016年 | 2016年   | 2016年                     | 2016年                                       | 2016年 |
| タイトル | 発売日   | メーカー                   | 備考                                         |        |
| --- | -------- | -------------------------- | -------------------------------------------- | ------ |
| 時間を止められる男は実在した！ －女子校の球技大会に潜入！編－ | 1月21日  | SODクリエイト              |                                              |        |
| 葛飾共同区営団地 日焼け少女わいせつ映像2 | 1月22日  | I.B.WORKS                  | 初めての作品撮影                             |        |
| 中出し漬け調教 失禁電マ拘束 | 2月6日   | 親父の個撮                 |                                              |        |
| J●とびっこ散歩！ 3 リモバイ挿れたまま散歩できるかな？ | 3月11日  | DOC                        | ※「まき」名義                                |        |
| ド貧乳サスペンダー。 無毛 ゆかり AAカップ | 4月1日   | ミニマム                   | 「ゆかり」名義での初作品                     |        |
| 父・祖父のすぐ側でイタズラされても抵抗出来ない 男湯ギリギリOK娘 | 4月1日   | DOC                        |                                              |        |
| 修学旅行のJKナンパ！ 〜Welcome to TOKYO 旅の恥は掻き捨て〜 | 5月10日  | DOC                        | ※「しょうこ」名義                            |        |
| 抜けない放置バイブ 女先輩が媚薬でぴくぴくイキまくり拘束絶頂 | 5月15日  | LOTUS                      |                                              |        |
| 仲良し姪っ子バスタイム。勃起が収まらない。ゆかり 【つるつる】 | 6月1日   | ミニマム                   |                                              |        |
| 蕾の少女妖精戦士 アザレア | 6月10日  | GIGA                       | ※「アザレア（つつじ）」名義 初めての特撮作品 |        |
| 母親は混浴風呂で久しぶりの他人棒に興奮… さらに母親の不貞姿に興奮した純朴娘も我慢出来ずに親子同時3Pセックス！ | 6月10日  | DOC                        |                                              |        |
| つるぺたおっぱいとつるつるマ○コ。 | 6月13日  | 無垢                       |                                              |        |
| 自画撮り エロ可愛いJKオマ●コ見てみて♥ ぐちょぐちょマン汁♥ 指だけで何度もイキまくるオナニー | 6月15日  | プリモ                     |                                              |        |
| アジアの天使 in 微笑みの国タイ・バンコク フォーイ編 | 6月19日  | キチックス                 | ※「フォーイ」名義                            |        |
| 貧乳パイパン。 フラットスリー。 | 7月1日   | ミニマム                   |                                              |        |
| このおじちゃん何でさわってくるのかな？ 父親と一緒に男湯に入ってきた娘のカラダを欲望のままにイジクリまわしても、されるがままのロリマ○コ。 | 7月21日  | SWITCH                     |                                              |        |
| 少女野外強姦わいせつ映像 | 7月22日  | I.B.WORKS                  |                                              |        |
| 食べ比べ。マッチョとガリペタ。 | 8月1日   | ミニマム                   |                                              |        |
| アジアの天使 in 微笑みの国タイ・バンコク フォーイ編 2 | 8月1日   | キチックス                 | ※「フォーイ」名義                            |        |
| 制服美少女と性交 | 8月5日   | ドリームチケット           |                                              |        |
| 控えめだけど、敏感なふくらみ。制服女子校生レズビアンAA（ダブルエー） | 8月7日   | ビビアン                   | レズ作品                                     |        |
| 転載禁止。 撮影者 黒ゴム手袋 あゆ ゆかり 素人使用済下着愛好会 | 8月8日   | クンカ                     |                                              |        |
| 犯されてイキまくる母を見た娘が媚薬発情！親子同時に責められ絶頂を迎える美人母娘 2 | 8月12日  | DOC                        |                                              |        |
| 生で中●し！妹パラダイスTV（4）完全版～お兄ちゃんと妹たちの不健全な夜 | 8月14日  | パラダイステレビ           | 動画配信のみ                                 |        |
| クラスのかわいい女子たちのパンチラを見ていると、恥ずかしがるどころかスカートをめくってパンツを見せてからかってくる始末。でも2人きりになると急にテレだして、「優しく挿れてね。」とマ○コぱっくり広げておねだり女子校生。 | 8月18日  | SWITCH                     |                                              |        |
| ナンパJAPANでお持ち帰りされSEXまでしちゃった素人娘たちが100万円の賞金を目指して今度は街行く素人男子を逆ナンパしてSEXしちゃいました！！ Vol.1 | 8月25日  | ナンパJAPAN                |                                              |        |
| そらとゆかり | 9月1日   | 無垢                       | AVOPEN2016エントリー 初めてのレズ作品        |        |
| Aカップパイパンメイド密着ご奉仕SPECIAL | 9月1日   | ムーディーズ               |                                              |        |
| 微乳A とっても感じる小っちゃいおっぱい | 9月2日   | ドリームチケット           |                                              |        |
| 照れるほど見つめられるフェラチオ4 | 9月2日   | ドリームチケット           |                                              |        |
| 再婚相手の連れ子DX | 9月4日   | 思春期.com                 |                                              |        |
| 沢井亮のハチャメチャ素人爆乳ナンパ もみもみGet You！げっちゅ～ | 9月7日   | 桃太郎映像出版             |                                              |        |
| 一般男女モニタリングAV マジックミラーの向こうには再婚したての母親！女子校生の娘と新しいお父さんが2人っきりの密室で1発10万円の連続射精SEXに挑戦！ 3 生ハメの快感を知った未成年マ○コと若い身体に触れ興奮した義父チ○ポの人生初の中出しは1発だけじゃ終わらない！ | 9月8日   | ディープス                 |                                              |        |
| お父さんの異常な愛情 | 9月8日   | 禁断の果実                 |                                              |        |
| ヒロインかくれんぼ | 9月9日   | GIGA                       |                                              |        |
| 女子校生の汗や雨で濡れた透けブラとパンチラって最強だよね。街で偶然見かけた女子校生の透けブラとパンチラをず～と見てたら、不審者と思われて逃げられた。だけど再び見かけた時には、テレながらも女子からパンチラを見せてくれる実はエッチ大好きな女の子たちだった。 | 9月22日  | SWITCH                     |                                              |        |
| ラブアイブ！サンシャイン！！ | 9月23日  | TMA                        | 初めてのコスプレ作品                         |        |
| 日焼け跡の残る姪っ子近親相姦 | 9月23日  | TMA                        |                                              |        |
| 姪っ子姉妹～帰省した7日間のゆかりとめるの記録～ | 9月23日  | I.B.WORKS                  |                                              |        |
| 農業体験に来た少女たちに悪戯を繰り返す農夫のわいせつ投稿映像 | 9月23日  | I.B.WORKS                  |                                              |        |
| レジャー宿泊施設公衆トイレ押し込み猥褻悪戯映像 | 9月23日  | 青空ソフト                 |                                              |        |
| 昔からボクがエッチなイタズラをし続けている近所のウブなロリっ娘たち。わからないながらも気持ち良さを求めてくるまで成長したので映像化！さらに今日は初めての中出しをしてあげました！ | 10月7日  | お夜食カンパニー           |                                              |        |
| 美少女庭球戦士スコート仮面 ～暴かれたスコートの中身～ | 10月14日 | GIGA                       |                                              |        |
| JSC ～JK SWIMMINGWEAR COLLECTION～ アナタはどの水着まで着れる？ vol.02 | 10月14日 | DOC                        |                                              |        |
| 「オジサンとのエッチって気持ちイイんでしょ？」我が家で娘がお泊り会！我ながら厳しく育てたはずの娘が連れてきた友達は清楚で幼い見た目とは裏腹のロリビッチだった！しかも、同年代の彼氏とのエッチでは満足できない彼女は、父である私を大胆な胸チラで誘惑して、激しい立ちバックで何度も足ピーンイキしまくる！ | 10月19日 | ゴールデンタイム           |                                              |        |
| 幼馴染の女の子の家に行くと、コンタクトを落としたらしく四つん這いパンツ丸見え状態で捜索中！一緒に探してると目の前にお尻が！もっと近くで見たい！どんどん接近していくと、ついには顔と股間がぶつかってしまい大慌て。その拍子に「バリッ」っといやな音が！幼馴染は怒ってボクの腕を叩こうとするも遠近感がつかめず空振って勃起チ◯ポにヒット！驚いてもっと怒ると思いきや、モジモジと恥ずかしがって今度は自分から掴んで来た！！ | 10月19日 | ゴールデンタイム           |                                              |        |
| ブルマ穿いてるから全然恥ずかしくないもんね。もっと見る？2 女子校生（友達の妹）のパンチラが見えたと思ったら、スカートの下はパンチラ防止のブルマだったけど、ブルマ好きな僕は逆に大興奮してしまった。 | 10月20日 | SWITCH                     |                                              |        |
| マジックミラー号 原宿で声をかけた'双子コーデ'の仲良し女子大生同士が初めてのDeep Kiss！高まる気持ちに火を付けて、さっきまで親友だった2人が発情マ○コ密着させてイかせ合っちゃいました！ | 10月20日 | SODクリエイト              |                                              |        |
| この世の果てで愛を唄う校長先生 | 10月23日 | 思春期.com                 |                                              |        |
| 銭湯の男湯に父親と入ってくる○女を狙った盗撮いたずらわいせつ映像 | 10月28日 | I.B.WORKS                  |                                              |        |
| すべての精子は飲みものです | 11月4日  | ワープエンタテインメント   | 初めてのごっくん作品                         |        |
| 「もうお父さんとお風呂入るの恥ずかしい」恥じらいが芽生え始めた愛娘の体を洗ってあげると顔を赤らめるので思わず勃起！娘のワレメから目が離せなくなり、そのままぬぷっと挿入！ | 11月4日  | DIY                        |                                              |        |
| レズ初体験の女子大生限定！椎名そらのレズファン感謝祭！！お宅訪問ver.ドキドキしながら応募してきた素人女子大生が憧れのレズ女優・椎名そらと自宅2人っきりで念願のレズH 椎名そらの巧みなレズ凄テク30連発で初めて本気イキ！！ | 11月7日  | ディープス                 | レズ作品                                     |        |
| 「大好きだから大丈夫」彼氏が私に言いました。出来ても認めない無責任中出し。ゆかり 初ナカ本ダシ無毛 | 11月7日  | ミニマム                   |                                              |        |
| JK姪っ子に何度も射精させられた僕… | 11月7日  | ムーディーズ               |                                              |        |
| ゆかり | 11月12日 | やり狂う！スケベなセフレ達 | 動画配信のみ                                 |        |
| 義父ころがし | 11月13日 | ANNEX（無言）              |                                              |        |
| ダ埼玉のヤンキーちゃん、★荒川土手参上☆中堕氏愛羅武勇☆彡 | 11月20日 | キチックス                 | ※「ゆっぴい」名義                            |        |
| ワタシと先生の秘密DX | 11月20日 | 思春期.com                 |                                              |        |
| いつも僕につれない態度の同じ階に住む美人なお姉さんが泥酔状態で朝帰り！しかも、はみパン&はみ乳というソソる姿で僕を彼氏と勘違いして抱きついてくる始末！とりあえず僕の部屋で介抱を試みるもついついムラムラしてしまい、朝っぱらから誘われるままにセックスさせていただきました！ | 11月23日 | SOSORU×GARCON              |                                              |        |
| ちっぱいお姉ちゃんの激しい腰使いに、昇天してしまった僕。 | 11月24日 | ワープエンタテインメント   | VR作品 動画配信のみ                          |        |
| オークに孕むまで輪姦種付け中出しレイプされる美少女たち 2 | 11月25日 | TMA                        |                                              |        |
| 娘交換鬼レイプサークル | 11月25日 | REAL                       |                                              |        |
| 大宮ど根性ヤンキー6人目 | 11月25日 | MERCURY                    | ※「レナ」名義                                |        |
| ビクビクッと仰け反りながら潮を噴いてイキまくる超敏感パイパンロリ美少女に子宮ノック突き上げ中出しフィニッシュ | 11月25日 | ROOKIE                     |                                              |        |
| 濡れちゃう接吻 | 12月2日  | ワープエンタテインメント   |                                              |        |
| ワープエンタテインメント下半期まるごと特別総集編2016 4時間 | 12月2日  | ワープエンタテインメント   |                                              |        |
| Wパイパン女子校生レズビアン 放課後百合クラブ | 12月2日  | h.m.p                      | レズ作品                                     |        |
| 2016年ドリームチケット下半期総集編 THE4時間 | 12月2日  | ドリームチケット           |                                              |        |
| 競パンをイカせる競泳少女。 | 12月2日  | SHANGLILA                  | 動画配信は11月4日開始                        |        |
| つるぺた天然美少女と密室変態デート 宮沢ゆかり Aカップ | 12月4日  | ケートライブ               |                                              |        |
| 東京都○○区女性限定カプセルホテル盗撮 指入れオナニーで何度も絶頂する絶倫OL2 | 12月7日  | 変態紳士倶楽部             |                                              |        |
| 相席居酒屋でナンパした仲良し2人組をお持ち帰り。コソコソHしていると隣の部屋にいるガードの堅い女友達はヤラせてくれるか 其の11 | 12月7日  | 変態紳士倶楽部             |                                              |        |
| まさか！学年のトップクラス女子と冴えないボクが中出しイチャラブセックス！廃部寸前の我が囲碁部に、放課後の溜まり場が欲しい強気女子たちが、押し入ってきて我が物顔で部室を占拠された！やりたい放題の女子たちに部室の隅に追いやられるボクたち。しかも、パンチラごときで勃起しているボクたちをみんなで「童貞」とバカにしてくる。さらに勃起が気になるのかパンツを脱がされてしまいさらにバカにされる！しかし勃起を見た女子は実は興奮していたみたいで、ボクを襲って来た！このままじゃ喰われちゃう！と思ったら、エッチが始まった途端、態度が急変！やたらと恋人のようにベタベタしだしてまさかのイチャラブセックスに！ | 12月7日  | Hunter                     |                                              |        |
| 一般男女モニタリングAV マジックミラーの向こうには家族想いの父親！街行く仲良し家族が母娘親子丼3Pに挑戦！2 童貞息子を母親＆女子校生の妹が連続射精筆おろしできたら100万円！ | 12月7日  | ディープス                 |                                              |        |
| マジックミラー号 150cm以下の低身長20代女性が極太バイブ体験in豊島区 | 12月8日  | SODクリエイト              |                                              |        |
| 私立ハーレム淫語学園3！！！ | 12月13日 | ムーディーズ               |                                              |        |
| 世界一発射の勢いが凄すぎる男の孕ませドッカーンSEX | 12月19日 | ROOKIE                     |                                              |        |
| 女子校生限定！『時間よ止まれ！』ゲーム | 12月19日 | ATOM                       |                                              |        |
| サークル飲み会で乱交しちゃった映像を勝手にAV化！サークルの飲みで終電を逃した酔っぱらい女子たち4人がイケメンの提案で駅の近くにあるボクの家にやってきた！いつも全く女子たちの会話に参加できなかったボクが女子たちと密着して飲める事に！！しかも皆ベロベロに酔っ払っているから軽いお触りなんて全然気にしないしパンチラ＆胸チラも全開！！王様ゲームをやろうもんなら最初から仕組んでハメまくってエッチなことをヤリまくり！！家賃が高くても駅近物件にして良かった | 12月19日 | お夜食カンパニー           |                                              |        |
| われら、ロリ帝国軍！『捕まえた敵兵を性奴隷にして真正中出しさせたゾ』編 | 12月22日 | SODクリエイト              |                                              |        |
| キスとヨダレと手コキ責め、おまけにフェラと乳首責め いもうと編 | 12月22日 | ワープエンタテインメント   | VR作品 動画配信のみ                          |        |
| ツインテール貧乳パイパンニーハイソックス美少女と中出し性交 | 12月23日 | TMA                        |                                              |        |
| 絶滅危惧種なロリ美少女が萌え誘惑 | 12月23日 | CASANOVA                   | VR作品 動画配信のみ                          |        |
| 「ロックとか映画とか大好きです」なパーカー女子 敏感ちっぱいをネチネチ責められデカチン絶頂体験！ | 12月26日 | ブロッコリー               |                                              |        |

| 2017年 | 2017年  | 2017年                     | 2017年              | 2017年 |
| タイトル | 発売日  | メーカー                   | 備考                |        |
| --- | ------- | -------------------------- | ------------------- | ------ |
| 当たり前にセックスをする仲睦まじい家族。本物中出しSP | 1月1日  | ミニマム                   |                     |        |
| 椎名そらさんが呼んできたお友達と乱交 | 1月1日  | ズッコン/バッコン          | レズ作品            |        |
| 愛ある2連射せっくちゅ | 1月6日  | ワープエンタテインメント   |                     |        |
| 電車痴漢で「絶対イクもんか…」腰をひねり絶頂を拒み続ける女子○○の失禁がまん顔 | 1月6日  | ナチュラルハイ             |                     |        |
| 突然パンチラで挑発されてこっそりシゴいちゃった僕。その12 | 1月13日 | アロマ企画                 |                     |        |
| ふとももユートピア | 1月13日 | アロマ企画                 |                     |        |
| 満員電車超密着ノーピストン中出し痴漢 | 1月19日 | アパッチ                   |                     |        |
| 一般男女モニタリングAV 部屋で無防備に寝ている妹を起こさずに『キス/ブラ外し/パンツ脱がし/おっぱい揉み/乳首舐め/クンニ/指マン/フェラ/SEX/中出し』 | 1月19日 | ディープス                 |                     |        |
| 駆け込んだトイレが使用できず漏らした女は犯されても抵抗できないいいなり娘 | 1月19日 | ナチュラルハイ             |                     |        |
| 僕んちの定食屋に勝手にタダ飯を食べに同級生の可愛いグループの女子が集まりパンチラしまくるので勃起が止まらなくて困ってます | 1月19日 | DANDY                      |                     |        |
| パイパンロリータ姉妹 2枚組8時間 | 1月27日 | TMA                        |                     |        |
| うぶレズビアン「年下の女の子に興味があるけど、恥ずかしくてずっと言えませんでした。。。」～レズ初体験の新人石原恵麻と無垢な美少女宮沢ゆかりの禁断のレズ解禁ドキュメント～ | 1月27日 | 宇宙企画                   | レズ作品            |        |
| Aカップ貧乳パイパン美少女 2枚組8時間 | 1月27日 | I.B.WORKS                  | ベスト版            |        |
| 中年オヤジがハマる骨抜きメロメロ痴女援交娘 | 2月1日  | ムーディーズ               |                     |        |
| 接吻のち、孕ませ。 | 2月3日  | ドリームチケット           |                     |        |
| 「おっぱいだけなら触ってもいいよ」厳しすぎる部活の優しすぎる女子マネージャー。初心者が運動部の部活に入ったはいいけどついていけず、部活にいかなくなって早数日。なんと心配した心優しいお世話好きなマネージャーが部活を抜け出しボクを引き止めに自宅にやってきた。下手なボクにも分け隔てなく接してくれたのに心苦しいけど、もう帰って欲しい…。だから意地悪で「おっぱいだけ触らせて欲しい」と言ってみたら、あまりに優しすぎるマネージャーは「おっぱいだけなら…」と頷くのです。突然巡ってきたおっぱい触りに興奮し我を忘れて揉みまくり、さらには襲いかかってしまったけど、冷静になりしたことのすべてを謝ると、マネージャーは興奮した様子で「もっとしてもいいよ…」と笑顔で受け止めてくれて…！ | 2月7日  | Hunter                     |                     |        |
| Aカップ未満 従順いいなりいもうと つるつるぺったん娘 | 2月7日  | ケートライブ               |                     |        |
| あの瞬間だけ味わえた‘多感’売春 | 2月10日 | バルタン                   |                     |        |
| 絶望エロス 危ない少女のカラダ 貧乳、色白、無毛、低身長に群がる父とヤクザと同級生 | 2月13日 | 絶望エロス                 |                     |        |
| 何もやる事のない放課後は男子トイレの個室にこもるのが日課の僕。すると誰かがドアをノック・・・無視していたらあまりにしつこいのでドアを開けると、そこにいたのはまさかの女子！！しかもブルマ姿でモジモジしながら我慢できずお漏らし！？その様子に思わずソソられていると「そっちも恥ずかしい思いさせてあげる!」とズボンを脱がされたら勃起がバレた！そして僕のチ○ポを見て又モジモジし始めた女子が・・・！？ | 2月16日 | SOSORU×GARCON              |                     |        |
| モニタリング ハーレムSP Hな事に興味アリ女子グループ×草食系男子 普段男性と接する機会のない女子大に通う女子大生に「女性コンプレックス改善のお手伝いしてくれませんか？」と声をかけ 敏感早漏爆発勃起チ○ポを見せつけたら一生懸命手とり足とりカラダを張って優しく励ましてくれるのか？全員と何度も気持ち良くなる☆奇跡の5P連続射精！！ | 2月16日 | ソフト・オン・デマンド     |                     |        |
| 「きつつきフェラ No.5」～精液捕獲のリズミカルな前後ストロークは餌を求めるキツツキの如く～ | 2月17日 | SEX Agent                  |                     |        |
| 相互愛撫手コキ III ～膣いじりによがりながらも男を求める利き腕が止まらない女達～ | 2月17日 | SEX Agent                  |                     |        |
| さきっちょ集中！亀頭フェラ部員 2 ～精液がだらしなく垂れっぱなしなのは、このコ達の舌のせい～ | 2月17日 | SEX Agent                  |                     |        |
| ポロリ続出！素人娘限定！ノーブラ浴衣で大量ローターツイ●ターゲーム | 2月19日 | ATOM                       |                     |        |
| メガネっ娘JK素股痴漢2 本屋ver. | 2月19日 | アパッチ                   |                     |        |
| ゆかり | 2月19日 | ピュアスタイル             | 動画配信のみ        |        |
| TMAコスプレ美少女PLATINUM BEST | 2月24日 | TMA                        | コスプレ作品        |        |
| おにいちゃん、いっしょにお風呂はいっても…いい？ ～性に目覚めたパイパン妹とお風呂で中出し性交～ | 2月24日 | TMA                        |                     |        |
| 街で見かけたどんないい女でもデリヘルとして呼べる未来のもしも電話 No2 | 2月24日 | ケイ・エム・プロデュース   |                     |        |
| お尻の穴も隠しきれない極細ホワイトＴバックパンティー | 2月25日 | アロマ企画                 |                     |        |
| 超長回しセンズリ用 JKつるりんパイパンおま○こ挑発 | 2月25日 | アロマ企画                 |                     |        |
| ぷるるんヒップとムレムレま○こにピタッと貼りつく極浅ブルマ | 2月25日 | アロマ企画                 |                     |        |
| 「大人のおちんちん入れたくて…」超真面目な家庭教師が拒んでも胸を触らせ勃起を誘う騎乗位大好きドすけべJK | 3月2日  | ナチュラルハイ             |                     |        |
| 宮沢ゆかり、104発の精子飲む。4じかん。 | 3月3日  | ワープエンタテインメント   | ごっくん作品        |        |
| おぼこ妹に奉仕される、これが背徳的興奮 | 3月3日  | CASANOVA                   | VR作品 動画配信のみ |        |
| ノーパン・ハイスクール6 ハーレムスペシャル | 3月7日  | プレミアム                 |                     |        |
| 義理の母・姉・妹が急にエロく見えた日。数年前から同居している義理の母、姉、妹は帰宅すると即服を脱いでほぼ裸族状態だったけどボクの受験を機に服をしっかり着るようになった。すると今まで丸見えでまったくエロくなかったパンモロがパンチラに代わり、妙にエロく見えて意識してしまい人生初の身内勃起！ついついパンチラを探し始めてしまい家の中ではパンチラのことだけを考えるように…。気にしないなんてことはできず、頭がおかしくならないように部屋に引きこもっていたら、心配した家族が次々とやって来てボクを悩ませている短いスカートをひらつかせパンチラしてしまっているのでつい勃起してしまい…。                                                                                             | 3月7日  | Hunter                     |                     |        |
| 超敏感！！Aカップ姉妹のWパイパン潮吹き | 3月7日  | ムーディーズ               |                     |        |
| 「お兄ちゃん頑張って！」自信喪失した兄がチアリーディング練習中のデカ尻妹のアンスコチラにフル勃起！心配した妹が元気づけようとまさかの馬乗り生挿入！親に隠れて励ましながら何度も中出し懇願！ | 3月10日 | V＆R PRODUCE               |                     |        |
| いつでもどこでも時間停止してイラマチオできる学園 | 3月13日 | ムーディーズ               |                     |        |
| 平成二十八年度『無垢』卒業アルバム 上半期総集編2016年3月～2016年8月 美少女十七人総出演 四百八十分濃厚豪華版 | 3月13日 | 無垢                       |                     |        |
| 咥えて3分以内に発射3～早漏ではない、生き急ぐ俺を誰も止められないだけ～ | 3月17日 | SEX Agent                  |                     |        |
| 早漏ジョシのスピーディーアクメ～私は私のイイトコを知っている～ | 3月17日 | SEX Agent                  |                     |        |
| ロリっこの騎乗位リードが妙に巧い | 3月17日 | CASANOVA                   | VR作品 動画配信のみ |        |
| マジックミラー号 田舎からやってきた修学旅行生10名 未成年には過激な保健体育の特別講義でキツキツおま○こに挿入！汚れなき10代乙女の顔に精子をダラっと発射！10人中6人挿入成功！ | 3月18日 | SODクリエイト              |                     |        |
| 上司の娘がソソるピチピチブルマ姿で会社に訪ねてきた！ | 3月18日 | SOSORU×GARCON              |                     |        |
| 立ったまま責められたい！手こきフェラ | 3月21日 | AVVR                       | VR作品 動画配信のみ |        |
| 魔法少女はくじけない -パイパン魔法少女の憂鬱な一日- | 3月24日 | CRYSTAL VR                 | VR作品 動画配信のみ |        |
| 変態家族 身内でヤリまくる近親セックス8時間 | 3月24日 | クリスタル映像             |                     |        |
| 禁止された社内恋愛の制裁で彼氏の目の前で上司棒を挿入される 嫌がっても『ふたりともクビにするぞ』と脅されて泣き寝入りするしかない2 | 4月6日  | サディスティックヴィレッジ |                     |        |
| 真正レズビアン 優木涼香 AVDebut 3rd ロリビアン姉妹に囚われて 教え子にレズ姦されて連続絶頂してしまう女家庭教師 | 4月6日  | ソフト・オン・デマンド     | レズ作品            |        |
| Wパイパン女子校生レズビアン | 4月7日  | h.m.p                      | レズ作品            |        |
| アナル解禁女子校生アナルレズビアン | 4月7日  | ビビアン                   | レズ作品            |        |
| 友達2人でセンズリ見てたら興奮しちゃった素人娘たち | 4月7日  | 虎堂                       |                     |        |
| お前そこのパシリ君とヤレ！怖すぎるクラスメイトが女子に命令！クラスで女子からも男子からも嫌われているパシリのボクは今日も、自宅を不良のクラスメイトに占領され女子を連れて来てはエッチして完全にホテル代わりに使われている。そして不良はセックスに飽きたら毎回、「お前そこのキモいパシリ君とヤレ！」と女子に命令し、嫌々ながらもボクとセックスする女子。そして必死に腰を振るボクを見て大爆笑！女子もコイツの言うことには怖くて逆らえないみたいで、ボクとヤレと言われれば従ってしまう。女子は絶対にやりたくないボクに股を開きながらも軽蔑の眼差しで見上げてくるがボクのチ○ポで感じている！                                                                                              | 4月7日  | Hunter                     |                     |        |
| 一般男女モニタリングAV 素人大学生の性欲徹底検証 朝までエッチしなければ賞金10万円！終電を逃した男女の友達はラブホテルで2人っきりになったら1発10万円の連続射精セックスに挑戦してしまうのか！？ 2 4組合計17発を完全収録！ | 4月7日  | ディープス                 |                     |        |
| 女子校生の猥褻健康診断 | 4月7日  | OFFICE K’S                 |                     |        |
| 女子校生 ラブラブフェラ | 4月10日 | AVVR                       | VR作品 動画配信のみ |        |
| ゆかりのオマ○コこすり付け棒オナニー | 4月12日 | アロマ企画                 | VR作品 動画配信のみ |        |
| 生まれて初めての、生チ○ポアナルSEX解禁 | 4月13日 | 無垢                       |                     |        |
| 禁断のつるつるパイパンま○ことSEX 12人4時間 | 4月13日 | 禁断の果実                 |                     |        |
| スターダスト メルピュア 星屑になった美少女戦士たち | 4月14日 | GIGA                       |                     |        |
| 発育途中の微乳娘とSEX 12人4時間 | 4月18日 | 思春期.com                 |                     |        |
| パンチラ＆胸チラ連発！素人限定！ぶら下がりくすぐり我慢ゲーム | 4月19日 | ATOM                       |                     |        |
| 女だらけのシェアハウス 男は僕一人 いつも女の子たちのオナニーのお手伝いをさせられている復讐にウォーターサーバーに媚薬を混ぜてピンコだちした美巨乳を揉んで揉んで揉みまくってヤリマシタ！ | 4月20日 | サディスティックヴィレッジ |                     |        |
| 駆け出しグラビアアイドルに水に濡れたら溶ける服を着せて男湯でアルバイト！突然の全裸羞恥に遭遇した赤っ恥アイドルは無事に逃げ出せるのか！？ | 4月20日 | サディスティックヴィレッジ |                     |        |
| 普通ハメでは無反応だった義理の妹がこっそり媚薬ハメしたらジワジワ発情！超敏感になって何度も絶頂！！ | 4月20日 | ナチュラルハイ             |                     |        |
| 施術中エステティシャンまるごと全員に種くばり | 4月25日 | ズッコン/バッコン          |                     |        |
| 日焼け跡が残る美少女とわいせつ性交映像BOX 4枚組16時間 | 4月28日 | I.B.WORKS                  |                     |        |
| お姉さんヒロイン美少年ヴィラン凌辱 ～レディ・マーベリックのエッチなお仕置き～ | 4月28日 | GIGA                       |                     |        |
| 男が潮吹いたりすんげぇ発射しちゃう！女神の痴女テク60連発8時間 VOL.3 | 5月1日  | ムーディーズ               |                     |        |
| 初めてのノンフィクション。彼女は何故お尻を解禁したのか。 | 5月1日  | ミニマム                   |                     |        |
| つるぺた美少女10人連続セックス 8時間2枚組 | 5月2日  | ケートライブ               |                     |        |
| 小便専用 人間便器 | 5月3日  | OFFICE K’S                 |                     |        |
| 催眠光線で支配された家族 | 5月3日  | SODクリエイト              |                     |        |
| スペルマ妖精 18 美女の精飲 | 5月3日  | S.P.C                      |                     |        |
| マジックミラー号 10代女子限定！はじめての拘束おもちゃ体験で入学したての無垢な女子大生10人激イキ！6本番成功！勝手にお漏らしちゃった子3人…in御茶ノ水 | 5月18日 | SODクリエイト              |                     |        |
| 緊急速報！エロ本やエロビデオを見ている若い女子が、深夜のネットカフェに急増中！！ | 5月18日 | SOSORU×GARCON              |                     |        |
| ～ロリ美少女、黒ギャルから若妻まで～ パイパン8時間50連発！！ | 5月19日 | クリスタル映像             |                     |        |
| 元教師によるデカ尻女子校生ブルマ記録 自宅に連れ込んだJKが初めてのブルマオナニー 本気のマンズリで濡れてしまった女子校生のブルマ○コはデカチン挿入で即イキ！大人の激ピストンで痙攣連続絶頂合計38回 | 5月19日 | ディープス                 |                     |        |
| 図書館母娘同時素股痴漢 | 5月19日 | アパッチ                   |                     |        |
| ゆかり2 | 5月19日 | 御茶ノ水素人研究所         | 動画配信のみ        |        |
| 田舎娘、時給696円。【超】幸せ愛人契約。ゆかり自分の価値をよく解っていない地味カワ素朴ガールが最低賃金でヤラれまくりの中出し。 | 5月25日 | ビッグモーカル             |                     |        |
| 激しく腰を振るコスプレイヤー騎乗位 | 5月26日 | TMA                        |                     |        |
| ロ●ータツインテール美少女4枚組16時間 | 5月26日 | TMA                        |                     |        |
| 三つの未熟穴 孕ませ日記 | 5月26日 | First Star                 |                     |        |
| 妹の生マ●コが見たい童貞お兄ちゃん | 6月1日  | グレイズ                   |                     |        |
| 「ねぇ？あたしと一緒にチャットでいっぱ～いHなことしよ◆」制服美少女！ピチャピチャ潮吹きLIVEチャットオナニー4時間DXvol.13 | 6月1日  | グレイズ                   |                     |        |
| 駅弁膣奥中出し痴漢 嫌なのに痴漢師を抱きしめる屈辱体位で乱れ狂う女たち | 6月1日  | ナチュラルハイ             |                     |        |
| 混浴温泉で娘さんの裸を見て勃起していたら母親の手が！ド田舎の混浴温泉にボクが行く理由は、若い女の子の裸を見れるから！無邪気に温泉に入る女の子に勃起しまくり！すると、女の子は見たことのないボクの勃起チ○ポに興味津々。体に擦り付けたり触ったりさせて大満足！のはずが、ボクのチ○ポに興味を持った娘に危機感を感じた母親がやって来て、あろうことかチ○ポを握って手コキで誘惑！娘を守るためだったつもりが、勃起チ○ポを触ることにムラムラを抑えきれずに咥えてきた！それを見ていた娘も「私も舐めたい！」と言ってチ○ポを舐めてきて…！超想定外の母娘3Pに！ | 6月7日  | Hunter                     |                     |        |
| ゲスの極み女子寮 レズ2組目 | 6月9日  | フルセイル                 | レズ作品            |        |
| 「一度でいいから揉んでみたい！」ブルマを履いたデカ尻妹に兄が睡眠薬を飲ませて、夢の豊満尻を堪能し何度も中出し！ | 6月9日  | V＆R PRODUCE               |                     |        |
| 露出女、登場3 露わになったナイショ事 | 6月9日  | ファイ                     |                     |        |
| スケベなお嬢様JKと中出し集団援交乱交 発射無制限！30発真正中出し（※素人男性12名参加） | 6月15日 | SODクリエイト              |                     |        |
| 最初は余裕のロリビッチなヤンキーJKに内緒で媚薬を飲ませ中年チ○ポでイッても止めずにガン突きしたら…「マジ、無理、やめてぇ！」痙攣しまくってヤリマン卒業w | 6月15日 | ナチュラルハイ             |                     |        |
| 「『妹の下着を盗んでどうするの？』 思春期の義妹は自分で発情してくれる兄チ○ポなら下着を盗まれても嫌じゃない」VOL.1 | 6月15日 | DANDY                      |                     |        |
| 無防備肛門まる見え！完全尻漬け交尾集～波立つ尻肉、エグい抜き挿し、ヒクつくアナル、後ろから眺める優越の絶景～ | 6月16日 | SEX Agent                  |                     |        |
| 修学旅行でクラスメイトを無理矢理泥酔させてみんなで中出ししちゃった痴漢ビデオ | 6月19日 | アパッチ                   |                     |        |
| 連れション飲尿 女体液3P天国 | 6月20日 | レイディックス             |                     |        |
| 悪戯無言少女 宮沢ゆかり ～オジサンの歪んだ愛情表現に戸惑う貧乳Aカップ～ | 6月20日 | レイディックス             |                     |        |
| 大人たちの手がまだ触れてない ～無邪気な僕らのあぶないお遊戯 | 6月23日 | First Star                 |                     |        |
| 地縛霊 ヤリマン日本人形 | 7月1日  | 青鬼                       |                     |        |
| 女の子をいきなり拘束して固定バイブでガックガクになるまでイカセたら、おかしくなり過ぎて愛液ダダ漏れビックビクになったのでそのまま中出し乱交 | 7月1日  | Rookie                     |                     |        |
| 自ら膣奥までゆっくり挿れたり出したりしてくれる生ハメ温もり騎乗位で優しく癒す女子マネージャー いつでも好きな時に生中出しOK JK尻リフレ | 7月6日  | ソフト・オン・デマンド     |                     |        |
| 親には内緒で働く添い寝リフレで…指名してきた変態兄に犯されたパイパン義妹JK | 7月6日  | ナチュラルハイ             |                     |        |
| おまんこおっぴろげバイノーラル淫語コレクション | 7月7日  | オフィスケイズ             |                     |        |
| 身動きが取れないよう拘束された僕の耳元で卑猥な淫語を浴びせ、チンポを責めてくるド痴女お姉さん | 7月7日  | オフィスケイズ             |                     |        |
| 勃起したチンポを見せつけられて興奮しちゃった素人娘 No2 | 7月7日  | オフィスケイズ             |                     |        |
| 家政婦呼んだらまさかのスク水ニーハイ姿のデカ尻娘が！ハミ出る尻肉！足に張りつくニーハイに興奮した僕は我慢できず即ハメ生挿入！膣奥に響く激ピストンで何度もイキまくり！気持ち良過ぎて何度も中出し懇願！2 | 7月14日 | V＆R PRODUCE               |                     |        |
| パイパン妹10人連続セックス | 7月18日 | ケー・トライブ             |                     |        |
| 過敏な乳首 舐められて勃起する乳首レズビアン3 | 7月19日 | ゑびすさん                 |                     |        |
| 禁断の果実ザ・ベスト8時間パート2 | 7月19日 | 禁断の果実                 |                     |        |
| 究極痴女テクで意思に反して強制射精！ドピュッ！8時間BEST | 7月19日 | Rookie                     |                     |        |
| 彼氏と待ち合わせ中の素人お嬢さん限定！彼氏と電話しながらイタズラ我慢ゲームに挑戦して高額賞金ゲットしてみませんか？ 女子校生編 | 7月19日 | ATOM                       |                     |        |
| ちんぽ洗い屋のお仕事 16 ～未成年女子校生ver.3～ | 7月20日 | SODクリエイト              |                     |        |
| PureMoeEroMax | 7月21日 | 小林三郎企画               |                     |        |
| 素人娘のフェラチオが上手すぎて凄い！ Vol.6 | 7月21日 | 映天                       |                     |        |
| 団地あるある！ご近所トラブルでストレス過多！ムカついた俺は隣の娘に媚薬入りクッキーを差し入れて容赦ない生ハメ中出しで復讐を果たした！ | 7月21日 | OFFICE K’S                 |                     |        |
| 何度もイキまくる白濁マン汁垂れ流しディルドオナニー 2 | 7月21日 | 虎堂                       |                     |        |
| 浴衣ロリータ性交記録 2枚組8時間 | 7月28日 | I.B.WORKS                  |                     |        |
| 夏休みのうら若き褐色少女たちとの不純異性交遊記 5人出演 | 7月28日 | First Star                 |                     |        |
| 神部屋主、家出少女は第二のふる里。「ゼッテー外には出させません！」 これからいつも同じ屋根の下でセクロス三昧（￣ー￣）ニヤリ ゆかり（18）146cm ペタパイAカップ | 7月28日 | マーキュリー               |                     |        |
| NTR プラトニックな関係の彼女が見知らぬ親父達に食ザーさせられていた件。 | 8月1日  | エムズビデオグループ       |                     |        |
| 茨城・千葉・福島の海岸沿いでタムロするDQNちんぴらビンボー女子校生に告ぐ ｢夏休みの美味しいバイトあるっぺよ～｣ 6名出演 | 8月1日  | キチックス                 |                     |        |
| 「やばい！オマンコイッちゃう！」アヘ顔全開！清純派女子校生12人がすご～くエッチな自撮りに大興奮！もっとエッチな私を見て欲しいな…オマンコぴちゃぴちゃ指入れ投稿オナニー4時間 | 8月1日  | グレイズ                   |                     |        |
| 秘密の夏休み 美少女接吻レズビアン | 8月1日  | ヒビノ                     | レズ作品            |        |

### イメージDVD
| 2016年               | 2016年   | 2016年             | 2016年            | 2016年 |
| タイトル             | 発売日   | メーカー           | 備考              |        |
| -------------------- | -------- | ------------------ | ----------------- | ------ |
| 純朴＊アスタリスク   | 5月27日  | スパイスビジュアル | ※「小林文乃」名義 |        |
| ゆうき、マジ！本気！ | 12月22日 | デジプラン         | ※「本宮優希」名義 |        |

## 写真集
- 原寸大おっぱい図鑑 Ecstasy（2017年11月17日、一迅社　撮影：須崎祐次）Aカップ担当[4]

## 雑誌
- 週刊大衆 2016年3月7日号（2016年2月22日、双葉社） - グラビア
- 月間DMM 2016年11月号（2016年9月21日、ジーオーティー） - インタビュー

## 出演

### テレビ
- 妹パラダイスTV #4（2015年11月19日、パラダイステレビ・ニコ生）
- 第2回セクシー女優ダラケ!スカパー!水泳大会（2016年7月28日、BSスカパー!）
- ナマで検証!生理前の女子は本当にスケベになるのか（2016年9月15日、パラダイステレビ・ニコ生）
- 全ユーザー対セクシー女優の大乱交バーチャルSEX生放送 #3（2017年1月26日、パラダイステレビ・ニコ生）
- Pテレ2355 しこしこニュース&ウェザー（2017年4月6日 - 、パラダイステレビ）
- パイパンスク水美少女が恥ずかしいリクエストにピチャピチャ応えるけしからん生放送（2017年7月27日、パラダイステレビ） - パイパンガール[5]
- 魚拓と成瀬のツキとスッポンぽん #172,#173（2017年12月17日,24日、パチ・スロ サイトセブンTV）
- 田村淳の地上波ではダメ!絶対! #50「春のダメ!絶対!だいうんどうかいSP!」（2018年5月31日、BSスカパー!）